# Vadim Petrov

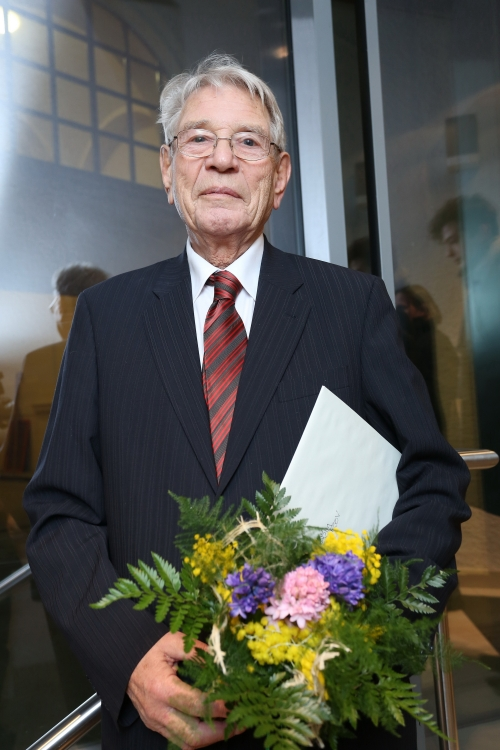
Vadim Petrov (2012)

Vadim Petrov (* 24. Mai 1932 in Prag, Tschechoslowakei; † 7. Dezember 2020) war ein tschechischer Komponist.
Petrov schuf in erster Linie Filmmusiken für tschechische Produktionen, darunter ab 1974 die Musik für Der kleine Maulwurf. Sein Werk umfasst insgesamt 1300 Musikstücke.